# Let's Dance 2020
Let's Dance 2020 var den femtonde säsongen av TV-programmet Let's Dance, som hade premiär i TV4 den 20 mars 2020.
På grund av coronavirusets spridning var alla avsnitt utan publik. Den 17 mars tvingades Siw Malmkvist hoppa av årets säsong på grund av riktlinjer under coronaviruset. Det andra avsnittet av säsongen inställdes då ett antal personer inom produktionen var förkylda, bland annat Anders Jansson. Istället fick ett antal svenska sångare medverka och göra framträdanden, däribland The Mamas, Carola och Darin. I andra avsnittet meddelade Mikael Sandström att han lämnade tävlingen, för att fokusera på sitt arbete som läkare under coronaviruspandemin 2019–2021. Detta var första gången en deltagare lämnade tävlingen frivilligt mitt i tävlingen utan att bli utröstad. Den 1 april meddelades att tävlingen gör uppehåll i två veckor, för att ge de drabbade mer tid för tillfriskning och på grund av ovissheterna kring det pågående coronavirusutbrottet i Sverige. Istället visades två avsnitt från jubileumssäsongen 2015. Den 17 april återupptogs tävlingen, dock utan Anders Jansson som fortfarande var sjuk. Den 20 april meddelades att även Jansson hoppar av tävlingen på grund av sin sjukdom.
Detta var första gången som ett av dansparen bestod av två män i Let's Dance.

## Tävlande
| Kändis                        | Dansare          |
| ----------------------------- | ---------------- |
| Jan Björklund                 | Cecilia Ehrling  |
| Penny Parnevik                | Jacob Persson    |
| Anders Svensson               | Maria Zimmerman  |
| Alice Stenlöf                 | Hugo Gustafsson  |
| Mikael ”Soldoktorn” Sandström | Malin Watson     |
| Bathina Philipson             | Marc Christensen |
| Andreas Lundstedt             | Tobias Bader     |
| Anders Jansson                | Jasmine Takács   |
| Sussie Eriksson               | Calle Sterner    |
| John Lundvik                  | Linn Hegdal      |

## Program

### Program 1
Sändes på TV4 den 20 mars 2020. Deltagarna nedan står angivna efter startordningen.
1. Anders Jansson och Jasmine Takács - Quickstep (I'll Be There For You)
2. Penny Parnevik och Jacob Persson - Cha-Cha (Symphony)
3. Anders Svensson och Maria Zimmerman - Samba (I Don't Care)
4. Andreas Lundstedt och Tobias Bader - Cha-cha (Cake By The Ocean)
5. Alice Stenlöf och Hugo Gustafsson - Quickstep (Don't Call Me Up)
6. Mikael Sandström och Malin Watson - Vals (When I Need You)
7. Sussie Eriksson och Calle Sterner - Samba (Då Börjar Fåglar Sjunga)
8. John Lundvik och Linn Hegdal - Quickstep (Gimmie, Gimmie, Gimmie)
9. Bathina Philipson och Mark Mariboe Christensen - Samba (Rock Your Body)
10. Jan Björklund och Cecilia Erhling - Samba (Vi Är På Gång)

#### Juryns poäng[10]
| Nr | Tävlingspar                                    | Dermot Clemenger | Ann Wilson | Tony Irving | Poängsumma |
| -- | ---------------------------------------------- | ---------------- | ---------- | ----------- | ---------- |
| 1  | Anders Jansson och Jasmine Takács              | 3                | 3          | 2           | 8          |
| 2  | Penny Parnevik och Jacob Persson               | 4                | 3          | 3           | 10         |
| 3  | Anders Svensson och Maria Zimmerman            | 4                | 3          | 4           | 11         |
| 4  | Andreas Lundstedt och Tobias Bader             | 5                | 4          | 5           | 14         |
| 5  | Alice Stenlöf och Hugo Gustafsson              | 6                | 5          | 5           | 16         |
| 6  | Mikael Sandström och Malin Watson              | 3                | 3          | 2           | 8          |
| 7  | Sussie Eriksson och Calle Sterner              | 5                | 4          | 5           | 14         |
| 8  | John Lundvik och Linn Hegdal                   | 3                | 3          | 2           | 8          |
| 9  | Bathina Philipson och Mark Mariboe Christensen | 4                | 3          | 4           | 11         |
| 10 | Jan Björklund och Cecilia Erhling              | 4                | 4          | 5           | 13         |

#### Utröstning
Denna vecka röstades ingen av deltagarna ut men poängen och rösterna deltagarna fick togs med till veckan därpå. Nedan visas dock ändå de par som erhöll minst samt flest antal poäng sammanlagt från både tittare och jury 
| Lägst antal poäng                |
| Penny Parnevik och Jacob Persson |

| Högst antal poäng                  |
| Andreas Lundstedt och Tobias Bader |

### Program 2
Sändes på TV4 den 17 april 2020. Deltagarna nedan står angivna efter startordningen. Mikael Sandström var från och med denna vecka inte med i tävlingen eftersom han valt att hoppa av tävlingen frivilligt för att hjälpa covid-19-drabbade patienter som läkare. Anders Jansson deltog inte denna vecka och åkte heller inte ut då han fortfarande var sjuk.
1. John Lundvik och Linn Hegdal - Samba (Blame it on the boogie)
2. Bathina Phillipson och Marc Mariboe Christensen - American Smooth (Händerna mot himlen)
3. Penny Parnevik och Jacob Persson - Tango (Sånger från förut)
4. Anders Svensson och Maria Zimmerman - American Smooth (Let Me Entertain You)
5. Jan Björklund och Cecilia Erhling - Tango (Calleth You, Cometh I)
6. Alice Stenlöf och Hugo Gustafsson - Samba (Adore you)
7. Sussie Eriksson och Calle Sterner - American Smooth (Wish I Didn´t Miss You)
8. Andreas Lundstedt och Tobias Bader - Tango (Stronger)

#### Juryns poäng[13]
| Nr | Tävlingspar                                    | Dermot Clemenger | Ann Wilson | Tony Irving | Poängsumma | Poängsumma program 1+2 |
| -- | ---------------------------------------------- | ---------------- | ---------- | ----------- | ---------- | ---------------------- |
| 1  | John Lundvik och Linn Hegdal                   | 5                | 6          | 6           | 17         | 25                     |
| 2  | Bathina Philipson och Marc Mariboe Christensen | 5                | 4          | 4           | 13         | 24                     |
| 3  | Penny Parnevik och Jacob Persson               | 6                | 5          | 5           | 16         | 26                     |
| 4  | Anders Svensson och Maria Zimmerman            | 4                | 3          | 2           | 9          | 20                     |
| 5  | Jan Björklund och Cecilia Ehrling              | 4                | 4          | 5           | 13         | 26                     |
| 6  | Alice Stenlöf och Hugo Gustafsson              | 3                | 4          | 3           | 10         | 26                     |
| 7  | Sussie Eriksson och Calle Sterner              | 7                | 7          | 8           | 22         | 36                     |
| 8  | Andreas Lundstedt och Tobias Bader             | 8                | 7          | 9           | 24         | 38                     |

#### Utröstningen
Listar de två par som erhöll minst tittar- och juryröster under de två första programmen.
Den av dessa två som är markerad med mörkgrå färg är den som tvingats lämna tävlingen (den till vänster). 
| Lägst antal poäng                              |                                   |
| Bathina Philipson och Marc Mariboe Christensen | Jan Björklund och Cecilia Ehrling |

### Program 3
Sändes på TV4 den 24 april 2020. Deltagarna nedan står angivna efter startordningen. Anders Jansson kunde ej vara med på grund av sjukdom för andra veckan i rad och blev därmed tvungen att lämna tävlingen.
1. Alice Stenlöf och Hugo Gustafsson - Jive (High Hopes)
2. Jan Björklund och Cecilia Erhling - Rumba (Cara Mia)
3. Anders Svensson och Maria Zimmerman - Tango (Sweet Child of Mine)
4. Sussie Eriksson och Calle Sterner - Tango (lt's My Life)
5. Andreas Lundstedt och Tobias Bader - Rumba (Emotion)
6. John Lundvik och Linn Hegdal - Jive (Dance With Me Tonight)
7. Penny Parnevik och Jacob Persson - Rumba (Make You Feel My Love)

#### Juryns poäng
| Nr | Tävlingspar                         | Dermot Clemenger | Ann Wilson | Tony Irving | Poängsumma |
| -- | ----------------------------------- | ---------------- | ---------- | ----------- | ---------- |
| 1  | Alice Stenlöf och Hugo Gustafsson   | 6                | 5          | 5           | 16         |
| 2  | Jan Björklund och Cecilia Erhling   | 6                | 6          | 7           | 19         |
| 3  | Anders Svensson och Maria Zimmerman | 6                | 5          | 6           | 17         |
| 4  | Sussie Eriksson och Calle Sterner   | 8                | 7          | 7           | 22         |
| 5  | Andreas Lundstedt och Tobias Bader  | 7                | 5          | 5           | 17         |
| 6  | John Lundvik och Linn Hegdal        | 9                | 8          | 9           | 26         |
| 7  | Penny Parnevik och Jacob Persson    | 6                | 7          | 7           | 20         |

#### Utröstningen
Listar de två par som erhöll minst tittar- och juryröster under programmet.

Den av dessa två som är markerad med mörkgrå färg är den som tvingats lämna tävlingen (den till vänster).
| Lägst antal poäng                  |                                   |
| Andreas Lundstedt och Tobias Bader | Alice Stenlöf och Hugo Gustafsson |

### Program 4
Sändes på TV4 den 1 maj 2020. Deltagarna nedan står angivna efter startordningen. Deltagarna tillägna sin första dans till en speciell person. Den andra dansen var en team battle där alla i det vinnande teamet fick 4 poäng var.
1. Sussie Eriksson och Calle Sterner - Vals (En Helt Ny Värld)
2. Alice Stenlöf och Hugo Gustafsson - Rumba (Hero)
3. Jan Björklund och Cecilia Erhling - Slowfox (Utan Dina Andetag)
4. Penny Parnevik och Jacob Persson - Slowfox (Fix You)
5. Anders Svensson och Maria Zimmerman - Vals (Fields of Gold)
6. John Lundvik och Linn Hegdal - Rumba (Save the Best For Last)

#### Juryns poäng[16]
| Nr | Tävlingspar                         | Dermot Clemenger | Ann Wilson | Tony Irving | Team battle | Poängsumma |
| -- | ----------------------------------- | ---------------- | ---------- | ----------- | ----------- | ---------- |
| 1  | Sussie Eriksson och Calle Sterner   | 7                | 6          | 8           | 4           | 25         |
| 2  | Alice Stenlöf och Hugo Gustafsson   | 6                | 6          | 7           | 4           | 23         |
| 3  | Jan Björklund och Cecilia Erhling   | 6                | 5          | 7           | 0           | 18         |
| 4  | Penny Parnevik och Jacob Persson    | 8                | 8          | 8           | 0           | 24         |
| 5  | Anders Svensson och Maria Zimmerman | 7                | 7          | 7           | 4           | 25         |
| 6  | John Lundvik och Linn Hegdal        | 9                | 9          | 9           | 0           | 27         |

#### Utröstningen
Listar de två par som erhöll minst tittar- och juryröster under programmet.

Den av dessa två som är markerad med mörkgrå färg är den som tvingats lämna tävlingen (den till vänster).
| Lägst antal poäng                 |                                   |
| Alice Stenlöf och Hugo Gustafsson | Sussie Eriksson och Calle Sterner |

### Program 5
Sändes på TV4 den 8 maj 2020. Deltagarna nedan står angivna efter startordningen. Måns Zelmerlöw var gästdomare under programmet. Deltagarna dansade två danser. I den första dansen skulle de förmedla känslorna från den musikvideo som tillhörde låten. Paren dansade även en gruppdans där juryn delade ut poängen 4-12.
1. Jan Björklund och Cecilia Erhling - Quickstep (Super Trouper)
2. Penny Parnevik och Jacob Persson - Quickstep (Single Ladies)
3. Anders Svensson och Maria Zimmerman - Jive (Take On Me)
4. John Lundvik och Linn Hegdal - Paso Doble (Everybody)
5. Sussie Eriksson och Calle Sterner - Jive (Shake It Off)

#### Juryns poäng[17]
| Nr | Tävlingspar                         | Måns Zelmerlöw | Dermot Clemenger | Ann Wilson | Tony Irving | Gruppdans | Poängsumma |
| -- | ----------------------------------- | -------------- | ---------------- | ---------- | ----------- | --------- | ---------- |
| 1  | Jan Björklund och Cecilia Erhling   | 7              | 7                | 8          | 8           | 4         | 34         |
| 2  | Penny Parnevik och Jacob Persson    | 6              | 7                | 7          | 6           | 8         | 34         |
| 3  | Anders Svensson och Maria Zimmerman | 5              | 6                | 7          | 6           | 6         | 30         |
| 4  | John Lundvik och Linn Hegdal        | 9              | 8                | 9          | 9           | 12        | 47         |
| 5  | Sussie Eriksson och Calle Sterner   | 10             | 10               | 10         | 10          | 10        | 50         |

#### Utröstningen
Listar de två par som erhöll minst tittar- och juryröster under programmet.

Den av dessa två som är markerad med mörkgrå färg är den som tvingats lämna tävlingen (den till vänster).
| Lägst antal poäng                |                                     |
| Penny Parnevik och Jacob Persson | Anders Svensson och Maria Zimmerman |

### Program 6
Sändes på TV4 den 15 maj 2020. Deltagarna nedan står angivna efter startordningen. Deltagarna dansade två danser. Den första var en triodans med en Let's Dance deltagare från en tidigare säsong.
Dans 1: Triodans
1. Sussie Eriksson och Calle Sterner, tillssammans med Anton Hysén - Rumba (Señorita)
2. Jan Björklund och Cecilia Erhling, tillssammans med Daniel Norberg - Paso doble (Another One Bites the Dust)
3. Anders Svensson och Maria Zimmerman, tillsammans med Jessica Andersson - Rumba (I Feel It Coming)
4. John Lundvik och Linn Hegdal, tillsammans med Kristin Kaspersen - Cha cha (September)

Dans 2
1. Sussie Eriksson och Calle Sterner - Quickstep (Let's Go Crazy)
2. Jan Björklund och Cecilia Erhling - Samba (On Top of the World)
3. Anders Svensson och Maria Zimmerman - Quickstep (I'm Still Standing)
4. John Lundvik och Linn Hegdal - Tango (Hold Back the River)

#### Juryns poäng[18]
| Nr | Tävlingspar                         | Dermot Clemenger | Ann Wilson | Tony Irving | Poängsumma |
| -- | ----------------------------------- | ---------------- | ---------- | ----------- | ---------- |
| 1  | Sussie Eriksson och Calle Sterner   | 10+10            | 9+10       | 10+10       | 29+30=59   |
| 2  | Jan Björklund och Cecilia Erhling   | 8+9              | 8+9        | 9+9         | 25+27=52   |
| 3  | Anders Svensson och Maria Zimmerman | 8+9              | 7+9        | 7+8         | 22+26=48   |
| 4  | John Lundvik och Linn Hegdal        | 10+10            | 10+9       | 10+8        | 30+27=57   |

#### Utröstningen
Listar de två par som erhöll minst tittar- och juryröster under programmet.

Den av dessa två som är markerad med mörkgrå färg är den som tvingats lämna tävlingen (den till vänster).
| Lägst antal poäng                 |                              |
| Jan Björklund och Cecilia Erhling | John Lundvik och Linn Hegdal |

### Program 7
Sändes på TV4 den 15 maj 2020. Deltagarna nedan står angivna efter startordningen. Deltagarna dansade två danser. Den första dansen var juryn val och den andra var en fri tolkning tillsammans med några av de andra proffsdansarna.
Dans 1
1. John Lundvik och Linn Hegdal - Quickstep (Gimmie, Gimmie, Gimmie)
2. Anders Svensson och Maria Zimmerman - American Smooth (Let Me Entertain You)
3. Sussie Eriksson och Calle Sterner - Tango (lt's My Life)

Dans 2
1. John Lundvik och Linn Hegdal - Fri tolkning
2. Anders Svensson och Maria Zimmerman - Fri tolkning
3. Sussie Eriksson och Calle Sterner - Fri tolkning

#### Juryns poäng[19]
| Nr | Tävlingspar                         | Dermot Clemenger | Ann Wilson | Tony Irving | Poängsumma |
| -- | ----------------------------------- | ---------------- | ---------- | ----------- | ---------- |
| 1  | John Lundvik och Linn Hegdal        | 9+10             | 9+10       | 10+10       | 28+30=58   |
| 2  | Anders Svensson och Maria Zimmerman | 9+10             | 9+10       | 9+9         | 27+29=56   |
| 3  | Sussie Eriksson och Calle Sterner   | 10+10            | 8+10       | 10+10       | 28+30=58   |

#### Utröstningen
Listar det par som erhöll minst tittar- och juryröster under programmet.
| Lägst antal poäng                   |
| Anders Svensson och Maria Zimmerman |

### Program 8: Final
Sändes på TV4 den 29 maj 2020. Deltagarna dansade tre danser var. Den första var dansarens val och den andra var deltagarens val. Den tredje och sista dansen var en Showdans. Deltagarna nedan står angivna efter startordningen. 
Dans 1
1. Sussie Eriksson och Calle Sterner - American Smooth (Wish I Didn´t Miss You)
2. John Lundvik och Linn Hegdal - Jive (Dance With Me Tonight)

Dans 2
1. Sussie Eriksson och Calle Sterner - Jive (Shake It Off)
2. John Lundvik och Linn Hegdal - Tango (Hold Back the River)

Dans 3
1. Sussie Eriksson och Calle Sterner - Showdans
2. John Lundvik och Linn Hegdal - Showdans

#### Juryns poäng[19]
| Nr | Tävlingspar                       | Dermot Clemenger | Ann Wilson | Tony Irving | Poängsumma  |
| -- | --------------------------------- | ---------------- | ---------- | ----------- | ----------- |
| 1  | Sussie Eriksson och Calle Sterner | 10+10+10         | 10+10+10   | 10+10+10    | 30+30+30=90 |
| 2  | John Lundvik och Linn Hegdal      | 10+10+10         | 10+10+10   | 10+9+10     | 30+29+30=89 |

Listar nedan det par som erhöll flest antal tittar- och juryröster och därmed vann Let's Dance 2020.
| Vinnare                      |
| John Lundvik och Linn Hegdal |